# Leuchtturm Barra
Der Leuchtturm Barra (port.: Farol da Barra) – offizieller Name Forte de Santo Antônio da Barra – ist ein Leuchtturm am Eingang der Allerheiligenbucht in Salvador in Brasilien.

## Lage
Der Leuchtturm liegt im Stadtteil Barra an der Südspitze einer Halbinsel, welche die Allerheiligenbucht vom Atlantik trennt und die Engstelle der Meerenge Ponta de Santo Antônio zwischen dieser Halbinsel und der Insel Itaparica kennzeichnet. Er ist vom 1698 erbauten Forte de Santo Antônio da Barra, von dem er auch seinen offiziellen Namen erhielt, umgeben.

## Geschichte
Der heutige Leuchtturm wurde bereits 1839 errichtet, doch wurde die markante Erhebung bereits seit dem 16. Jahrhundert als Orientierungshilfe bei der Einfahrt in den Hafen von Salvador verwendet. Mit der Errichtung des Forts in seiner heutigen Form zum Ende des 17. Jahrhunderts wurde ein erster Leuchtturm errichtet, der als der älteste in Südamerika gilt.

## Gebäude
Der 22 Meter hohe, kegelförmige Turm verfügt über einen Laternenaufsatz und eine Galerie; die Bemalung besteht aus horizontalen Streifen in schwarzer und weißer Farbe.

## Licht
Das in 39 Meter über dem Meeresspiegel gelegene Licht strahlt in einem Fünf-Sekunden-Rhythmus die Farbfolge weiß, aus, weiß, aus, rot, aus.

## Besonderheiten
Die Popularität des Leuchtturmes erklärt sich daraus, dass es einer der wenigen Orte Brasiliens ist, in welcher man einen Sonnenuntergang im Meer beobachten kann; darüber hinaus wurden im Fort ein kleines nautisches Museum, das Museu Náutico da Bahia, und eine Cafeteria eingerichtet.